# Фушер (Об)
Фуше́р (фр. Fouchères) — коммуна во Франции, находится в регионе Шампань — Арденны. Департамент — Об. Входит в состав кантона Бар-сюр-Сен. Округ коммуны — Труа.
Код INSEE коммуны — 10158.
Коммуна расположена приблизительно в 165 км к юго-востоку от Парижа, в 90 км южнее Шалон-ан-Шампани, в 22 км к юго-востоку от Труа.

## Население
Население коммуны на 2008 год составляло 494 человека.
| 1962 | 1968 | 1975 | 1982 | 1990 | 1999 | 2008 |
| ---- | ---- | ---- | ---- | ---- | ---- | ---- |
| 320  | 339  | 321  | 394  | 422  | 450  | 494  |

## Экономика
В 2007 году среди 317 человек в трудоспособном возрасте (15-64 лет) 207 были экономически активными, 110 — неактивными (показатель активности — 65,3 %, в 1999 году было 61,9 %). Из 207 активных работали 200 человек (106 мужчин и 94 женщины), безработных было 7 (3 мужчины и 4 женщины). Среди 110 неактивных 27 человек были учениками или студентами, 17 — пенсионерами, 66 были неактивными по другим причинам.

## Достопримечательности
- Железный крест на кладбище (XVII век). Памятник истории с 1926 года[3]
- Мост через Сену. Памятник истории с 1926 года[4]
- Церковь Рождества Пресвятой Богородицы[фр.]. Памятник истории с 1840 года[5]
- Крест на перекрёстке в конце моста (XIV век). Памятник истории с 1897 года[6]
- Замок Во (XVIII век). Памятник истории с 1980 года[7]

## Фотогалерея
- Крест
- Карта коммуны